# شایتوشکال
شایتوشکال (به مجاری:  Sajtoskál) یک شهرداری در مجارستان است که در واش واقع شده‌است. شایتوشکال ۹٫۴۱ کیلومتر مربع مساحت و ۴۱۱ نفر جمعیت دارد.